# Монтикјари
Монтикјари (итал. Montichiari) је насеље у Италији у округу Бреша, региону Ломбардија.
Према процени из 2011. у насељу је живело 15030 становника. Насеље се налази на надморској висини од 104 м.

## Становништво
| 1951.  | 1961.  | 1971.  | 1981.  | 1991.  | 2001.  | 2011.  |
| ------ | ------ | ------ | ------ | ------ | ------ | ------ |
| 13.457 | 13.470 | 13.848 | 15.339 | 16.759 | 19.101 | 23.734 |